# Challenger de Aix-en-Provence 2014 (dobles masculino)

## Presentación previa
No hay campeones defensores ya que se trata de la primera edición del torneo.
La pareja argentina Diego Schwartzman y Horacio Zeballos ganaron el título, derrotando a la pareja germano-austríaca Andreas Beck y Martin Fischer en la final, 6–4, 3–6, [10–5].